# Болхов
Болхов (рос. Болхов) — місто в Росії, центр Болховського району Орловської області.
Населення становить 10 435 осіб. Входить до муніципального утворення міське поселення Болхов.

## Історія
Населений пункт розташований у межах Чорнозем'я. 30 липня 1928 року у складі Орловського округу Центрально-Чорноземної області, 13 червня 1934 року після ліквідації Центрально-Чорноземної області населений пункт увійшов до складу новоствореної Курської області.
З 27 вересня 1937 року район у складі новоствореної Орловської області.
Від 2013 року входить до муніципального утворення міське поселення Болхов.

## Населення
| 1856    | 1897    | 1913    | 1926    | 1931    | 1939    | 1959    |
| ------- | ------- | ------- | ------- | ------- | ------- | ------- |
| 17 200  | ↗21 446 | ↗25 100 | ↘17 535 | ↘15 700 | ↘12 681 | ↘11 303 |
| 1970    | 1979    | 1989    | 1992    | 1996    | 1998    | 2000    |
| ↗13 283 | ↘13 026 | ↗13 071 | ↘13 000 | ↗13 200 | ↗13 500 | ↘13 300 |
| 2001    | 2002    | 2003    | 2005    | 2006    | 2007    | 2008    |
| ↘13 200 | ↘12 148 | ↘12 100 | ↗12 200 | →12 200 | ↗12 300 | ↗12 400 |
| 2009    | 2010    | 2011    | 2012    | 2013    | 2014    | 2015    |
| ↗12 489 | ↘11 421 | ↘11 400 | ↗11 411 | ↗11 462 | ↘11 392 | ↘11 201 |
| 2016    | 2017    | 2018    |         |         |         |         |
| ↘11 087 | ↗11 154 | ↘11 097 |         |         |         |         |

## Знамениті уродженці
- Олександр Стефанов (1981—2022) — офіцер ПДВ РФ, ліквідований під час вторгнення в Україну. Герой Російської Федерації.